# Peč, Grosuplje
Peč este o localitate din comuna Grosuplje, Slovenia, cu o populație de 80 de locuitori.